# Ageod’s American Civil War: 1861–1865 – The Blue and the Gray
Ageod’s American Civil War: 1861–1865 – The Blue and the Gray – historyczna komputerowa turowa gra strategiczna, w której gracz wciela się we władze Unii lub Konfederacji w trakcie wojny secesyjnej. Gra została wydana 26 czerwca 2007 roku. 
Virtual Programming wydał 8 kwietnia 2011 wersję na system macOS.

## Odbiór gry
Gra otrzymała głównie mieszane oceny krytyków, uzyskując według agregatora Metacritic średnią ocen wynoszącą 63/100 punktów oraz 68,86% według serwisu GameRankings.